# Tomb Raider Reloaded
Tomb Raider Reloaded est jeu vidéo d'action-arcade développé par le studio canadien, Emerald City Games et Square Enix Londres pour les appareils iOS et Android. Basé dans la franchise Tomb Raider, le jeu utilise un style artistique différent et une représentation de personnage plus classique, il est sorti le 14 février 2023 en tant que free-to-play, via Netflix Games.